# Videoprojektor
Ein Videoprojektor (auch Bildwerfer, Digitalprojektor, Daten-Video-Projektor), umgangssprachlich meist Beamer [ˈbiːmɐ] (pseudo-englische Wortprägung, abgeleitet von englisch beam, deutsch „Strahl“), ist ein spezieller Projektor, der stehende und bewegte Bilder aus einem visuellen Ausgabegerät (Fernsehempfänger, Computer, DVD-Spieler, Videorekorder usw.) für ein Publikum in vergrößerter Form an eine Bildwand (auch Projektionswand) projiziert. Die Bandbreite der Geräte reicht von kleinen Präsentationsprojektoren für den mobilen Einsatz bis zu stationären Hochleistungsprojektoren.

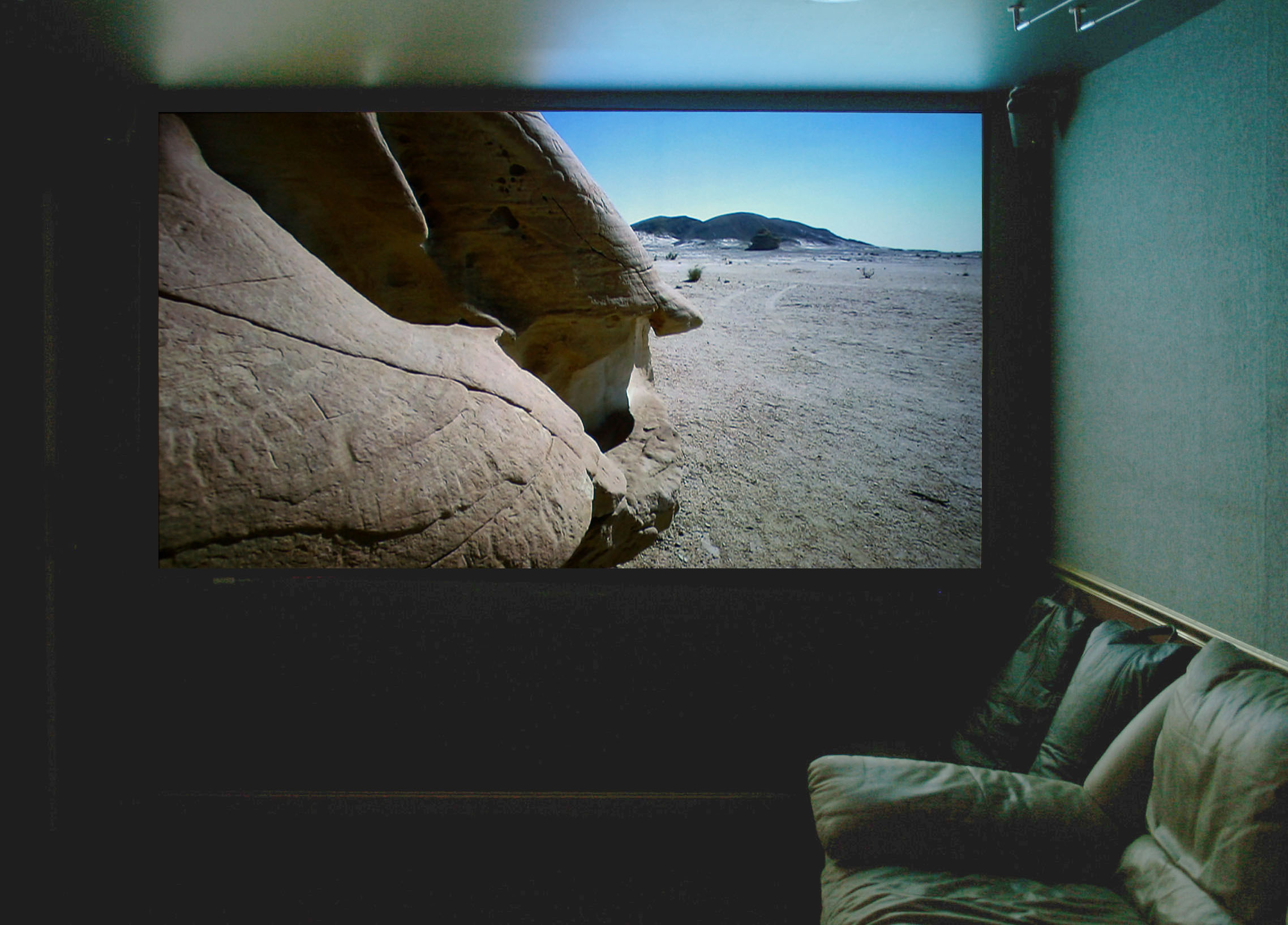
Videoprojektion auf einer Bildwand

## Geschichte
Videoprojektoren sind aus früheren Arten von Projektoren weiterentwickelt worden. Die  Geschichte früherer Projektoren wurde separat beschrieben.

## Anzeigeverfahren
Videoprojektoren lassen sich grundsätzlich hinsichtlich des verwendeten Projektionsverfahrens unterscheiden.

### Eidophor-System
Das Eidophor-System war das erste System, das lichtstarke Bilder in hoher Auflösung liefern konnte, und war im professionellen Bereich bis in die späten 1980er Jahre üblich. Erfunden wurde es von Fritz Fischer der ETH Zürich und in der Landesausstellung von 1942 in Zürich gezeigt.

### Röhrenprojektor
Die ersten Videoprojektoren mit weiterer Verbreitung verwendeten spezielle Kathodenstrahlröhren zur Darstellung des Bildes. Diese Röhren wurden auf sehr hohe Helligkeit ausgelegt, um genügend Licht für die Projektion zu liefern.
Für Farbprojektoren werden drei Röhren verwendet – eine für jede Grundfarbe –, die getrennte Objektive haben. Die Helligkeit und die unterstützte Auflösung steigt in der Regel mit der Röhrengröße an. Es setzten sich drei Hauptgrößen für Projektionsröhren durch: 7, 8 und 9 Zoll. In Bezug auf die höchstmögliche Schärfe des Elektronenstrahls wird unterschieden zwischen ES (elektrostatisch) und EM (elektromagnetisch) fokussierenden Geräten. EM-Geräte können bei richtiger Einstellung ein sehr scharfes Bild projizieren. 9-Zoll-Geräte mit EM-Fokus finden bis heute in hochauflösenden Flugsimulatoren und High-End-Heimkinos Verwendung.
7-Zoll- und 8-Zoll-Geräte wurden in der Vergangenheit oft in Rückprojektionsfernsehgeräten verwendet. Auf dem Markt finden sich neben älteren gebrauchten Modellen nur noch wenige neue Geräte (Barco, VDC).
Vorteile
- Wegen der Bildröhren sind die Projektoren sehr variabel in der Auflösung. Sie können in der Regel von NTSC bis 1080p und auch 3D-Material (Bluray-3D, sequential 3D) darstellen.
- Das Verfahren kennt keine Pixel (Bildpunkte). Somit werden die Bilder etwas unschärfer, aber natürlicher dargestellt.
- Es existiert fast keine Verzögerungszeit. Dadurch sind Videos mit Zeilensprungverfahren (interlacing) kein Problem.
- Es ist kein zusätzliches Leuchtmittel erforderlich, da die Röhren selbst Licht erzeugen.
- Die Röhren erzeugen sehr hohe Kontraste (10.000:1 bis 30.000:1) und sehr gute Schwarzwerte.
- Die typische Lebensdauer der Röhren beträgt über 10.000 Stunden.

Nachteile
- Röhrenprojektoren weisen eine relativ geringe Gesamthelligkeit auf. Der Raum muss bei den meisten Modellen so weit wie möglich abgedunkelt sein.
- Die Röhren sind sehr empfindlich gegenüber Einbrennen. Werden Stellen der Leuchtschicht zu stark oder zu lange angeregt, dunkeln sie dort nach und nach ab.
- Da bei Farbprojektoren die drei Projektionssysteme getrennt arbeiten, erfordern sie eine aufwendige Einrichtungsprozedur. Dies erschwert den mobilen Einsatz.
- Die Projektoren sind durch die Röhren sehr schwer.
- Wegen der relativ langen Abklingzeit einiger Phosphorsorten produzieren manche Röhren zu viel Ghosting bei der 3D-Wiedergabe.
- Gute gebrauchte bzw. neue Geräte sind immer noch sehr teuer.

### LCD-Projektor
Flüssigkristallprojektoren (LCD) funktionieren im Prinzip wie Diaprojektoren. Anstelle eines Dias kommen eine oder mehrere transparente Aktivmatrix-Flüssigkristallanzeigen zum Einsatz, angesteuert durch Dünnfilmtransistoren. Heutzutage übliche Geräte verwenden drei voneinander getrennte LCD-Matrizen (3LCD-Technik) – für jede Grundfarbe eine –, deren Projektion über ein speziell angeordnetes Projektionssystem mit dichroitischen Spiegeln zu einem Bild zusammengefügt wird. Dies ermöglicht die überlagernde Farbkomposition (im Gegensatz zur Nebeneinanderdarstellung auf LCD-Monitoren). Besonders hochwertige Geräte verwenden eine optische Einheit mit vier separaten LC-Matrizen, wobei zusätzlich zu Rot, Blau und Grün eine weitere Matrix speziell für die differenzierte und lichtstarke Darstellung des Gelbs verwendet wird. Hierdurch kann man hohe Lichtausbeute mit guter Farbbalance verbinden, was herkömmlichen Geräten mit drei LC-Matrizen recht schwerfällt – ihre Gründarstellung hat häufig einen leichten Gelbstich, dessen Korrektur meist mit einem recht hohen Helligkeitsverlust verbunden ist.
Bei Geräten mit nur einer Flüssigkristallanzeige werden die drei Grundfarben wie auf LC-Flachbildschirmen durch drei nebeneinander angeordnete integrierte Matrizen dargestellt, was wegen der reduzierten Auflösung zu einem gröberen Bildeindruck führt.
Vorteile
- LCD-Projektoren sind relativ preiswert.
- Sie ermöglichen eine gute Lesbarkeit bei Texten und Grafiken durch die scharfe Abgrenzung der Bildpunkte.
- Die Geräte können klein und leicht gebaut werden.
- Im Vergleich zu Ein-Chip-DLP-Projektoren der gleichen Lichtleistungsklasse zeigen LCD-Projektoren eine wesentlich bessere Farbintensität.

Nachteile
- Die scharf abgezeichnete Pixelstruktur („Fliegengitter“-Effekt, engl. screen door) kann störend wahrgenommen werden. Dieser Nachteil bestand vor allem bei frühen Geräten mit niedriger Auflösung und vergleichsweise großen Leiterbahnen auf der LC-Matrix. Bei aktuellen HD-Projektoren zeigt sich das Fliegengitter kaum noch oder gar nicht mehr.
- Die LC-Matrizen weisen eine feste Auflösung auf. Jede abweichende Auflösung muss darauf angepasst (interpoliert) werden, wodurch die Bildqualität sinkt. Das gilt insb. auch für Perspektivkorrekturen (engl. keystone).
- Bei trägen LCDs entsteht ein Nachzieheffekt des Bildes. Dieser Nachteil betrifft hauptsächlich alte Geräte.
- Flüssigkristalle haben einen relativ beschränkten Betriebstemperaturbereich. Um die LCDs in diesem Bereich zu halten, müssen Maßnahmen getroffen werden wie abgesetzte Polarisations- und Farbfilter (siehe Imagina 90) und ein effektives Lüftungskonzept. Damit gelingt es, dass der Klärpunkt (Übergang von der flüssigkristallinen zur flüssigen Phase) nicht erreicht wird. Die Lüfter von LCD-Projektoren sind in der Regel deutlich zu hören; dies gilt selbst für „flüsterleise“ Heimkino-Geräte.
- LCD-Memory-Effekt (LCD-Einbrennen): Werden Bildbereiche zu lange mit zu hellen Bildern angeregt, so werden diese Bereiche langsam permanent dunkel. Nach einigen 1000 Stunden Betriebsdauer sind die elektro-optischen Eigenschaften einer Schicht mit organischen Flüssigkristallen infolge der hohen Lichtintensität (insbesondere des kurzwelligen Lichtanteils) permanent gestört. Bei Verwendung von Polarisationsfolien mit organischen Farbstoffen können auch deren optische Eigenschaften vermindert werden. Dadurch werden die Eigenschaften des Projektors (Kontrast, Farbspektrum) beeinträchtigt. Anorganische LCD-Panels, welche seit 2008 vermehrt eingesetzt werden, weisen dieses Manko laut Herstellerangaben nicht mehr auf und haben eine „weit längere“, allerdings bisher noch unspezifizierte Lebensdauer.
- Empfindlichkeit gegenüber Staub und Rauch, da sowohl die Lampe als auch die LCDs mit frischer Luft gekühlt werden müssen. Eine Einkapselung bzw. Versiegelung der optischen Einheit ist daher nicht möglich (im Gegensatz zu DLP-Projektoren). In sehr staubigen oder rauchigen Umgebungen lässt die Bildqualität daher schnell nach.
- Da die Bilder mehrerer LC-Matrizen übereinander projiziert werden, kann es zu einer fehlerhaften Konvergenz kommen.

### DLP-Projektor

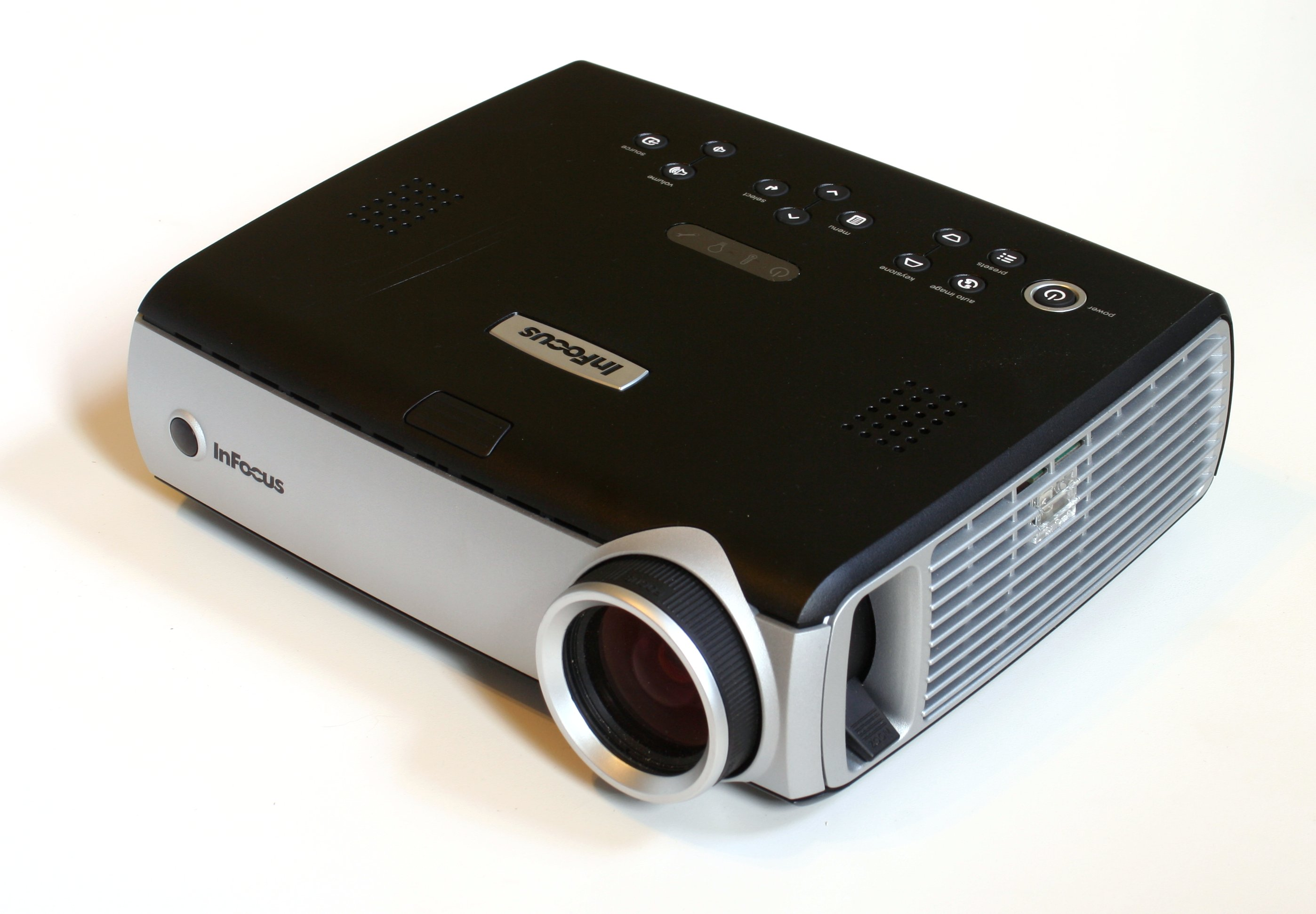
DLP-Projektor

Als Bildwandler eines DLP-Projektors (Digital Light Processing) kommt ein Digital Micromirror Device (DMD) zum Einsatz, eine Integrierte Schaltung, auf der sich für jeden einzelnen Bildpunkt ein winziger, durch einen elektrischen Impuls kippbarer Spiegel befindet. Die Bilderzeugung erfolgt durch gezieltes Ansteuern der Kippspiegel, so dass das Licht in Richtung der Projektionsoptik geleitet oder abgelenkt wird.
Da diese Art der Bilderzeugung nur die zwei Zustände, an und aus, kennt, müssen Helligkeitsabstufungen durch schnelles Pulsieren erreicht werden. Die DLP-Spiegel schalten bis zu 5000-mal pro Sekunde.
Die meisten Geräte verwenden zur Erzeugung eines Farbbildes ein schnell rotierendes Farbrad, wobei mit einem DMD nacheinander alle drei Grundfarben projiziert werden. Bei DLP-Projektoren neuerer Bauart wurde die Anzahl der Farbsegmente auf sechs bis sieben erhöht, um bei Farbmischungen exaktere Resultate erzielen zu können. Beachtenswert ist der Einsatz eines transparenten Segmentes im Farbrad bei allen neueren Ein-Chip-DLP-Projektoren, welche nicht speziell für den Heimkinoeinsatz vorgesehen sind. Dies hat den Vorteil einer höheren Lichtleistung bei der Darstellung weißer Flächen. Allerdings geht das transparente Segment auf Kosten der Farblichtleistung, wodurch DLP-Projektoren bei der Projektion auf größere Flächen eine sichtbar schlechtere Farbdarstellung und Intensität besitzen. Bei Projektoren für den professionellen Bereich (zum Beispiel Kino) kommen drei separate Bildwandler (DMD) zum Einsatz. LED-Projektoren schalten die Farben elektronisch um.
Der alleinige Technologieinhaber der DMD-Produktion ist die Firma Texas Instruments (TI).
Vorteile
- sehr hohe Geschwindigkeit, dadurch kein Nachleuchten bzw. Nachziehen des Bildes, hierdurch sehr gut für 3D-Projektion geeignet
- kein Einbrennen des Bildes (z. B. bei Computerspielen)
- höherer Kontrast (durch das tiefere Schwarz) als beim LCD-Projektor
- weniger stark ausgeprägte Pixelstruktur als bei LCD-Projektoren
- durch gekapselte Optik und langlebiges DMD weniger staubempfindlich als LCD-Projektoren.

Nachteile
- Wegen der festen Auflösung der Spiegelmatrix im Gerät ist die beste Qualität nur bei einer bestimmten Auflösung des Eingangssignals gegeben. Ansonsten ist eine qualitätsmindernde Skalierung nötig.
- Regenbogeneffekte bei einigen Geräten mit Farbrad, wenn das Farbrad keine hohe Umdrehungsgeschwindigkeit hat (herstellerabhängig).
- Bei der Darstellung bestimmter, einzelner Grau- bzw. Farbwerte kann es zu einem sichtbaren Flimmern kommen.
- Farbtreue ist mitunter nicht gegeben. Insbesondere haben DLP-Projektoren ein Problem, sattes Grün darzustellen und auch alle Rot- und Orange-Farbtöne. Das betrifft hauptsächlich die Geräte für den Privatbereich (Ein-Chip-DLP), da bei diesen die Farbradtechnik zum Einsatz kommt.
- Geräte mit Weißsegment bieten eine schlechtere Farblichtleistung als LCD-Projektoren der gleichen Helligkeitsklasse.
- Geräuschentwicklung durch Lüfter und Farbrad

### LED-Projektor

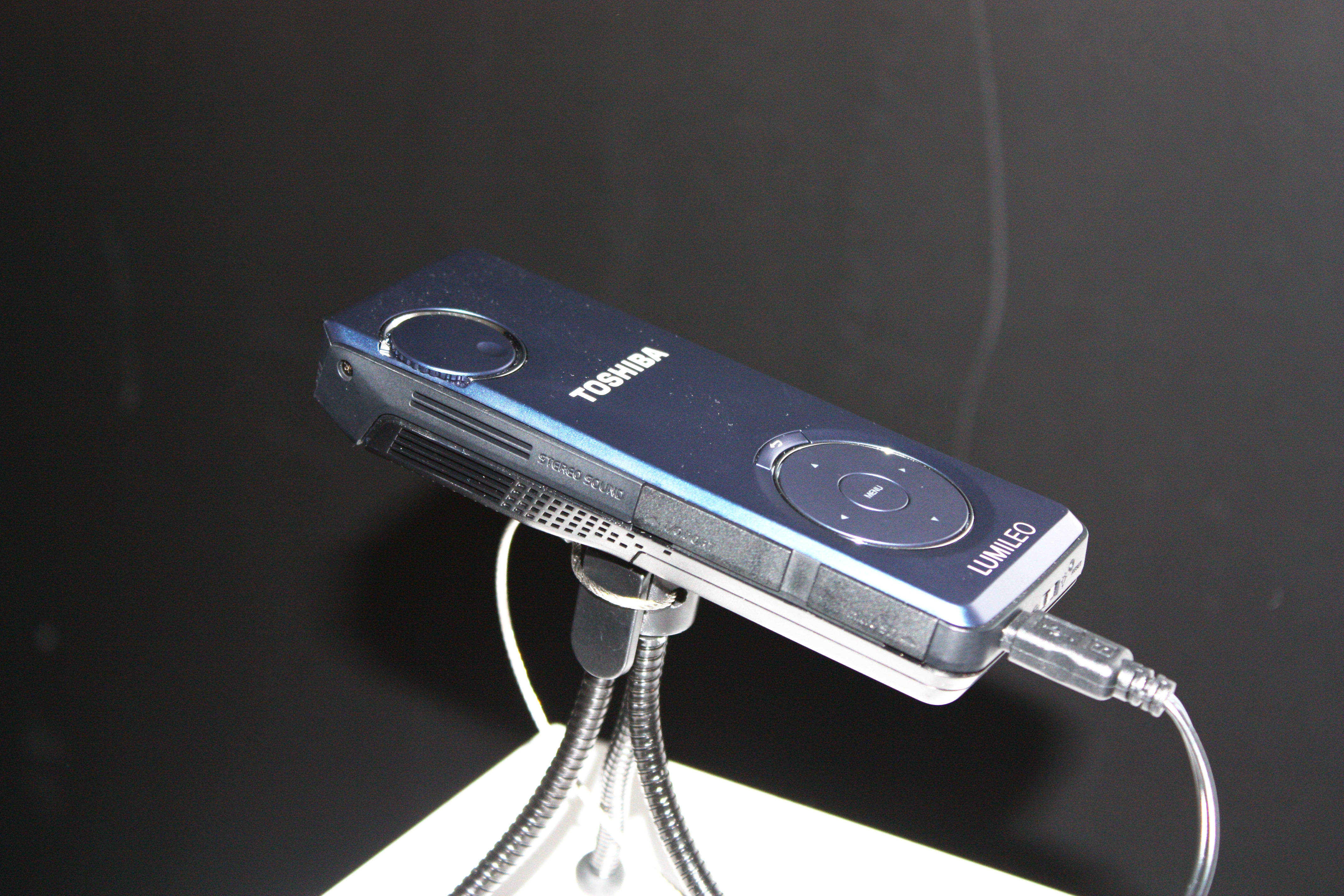
LED-Taschenprojektor (14 Lumen)

Bei LED-Projektoren kommen LEDs (Light Emitting Diode) als Lichtquelle zum Einsatz. Bildgebend war anfangs ein DLP-Element. Neuere Videoprojektoren setzen auch die LCD-Technik ein.
Da die Lichtleistung von Leuchtdioden insbesondere im Grünen zwischen 540 und 610 Nanometern Wellenlänge nicht besonders hoch ist, gibt es hybride Produkte, bei denen das grüne Licht statt mit einer Leuchtdiode durch eine Laserdiode erzeugt wird.
Vorteile
- LEDs haben im Vergleich zu herkömmlichen Projektorlampen eine höhere Energieeffizienz: Bei gleicher Lichtleistung wird weniger Energie in Wärme umgesetzt, wodurch der Kühlbedarf sinkt.
- Der geringere Kühlbedarf erlaubt kleinere Gehäuse und geringere Lüftergeräusche (im Extremfall Passivkühlung).
- Der geringere Energiebedarf ermöglicht den Betrieb mit einem Akku.
- LEDs halten mehr als 20.000 Stunden, während herkömmliche Projektorlampen rund 4.000 Stunden halten.
- Da die Farben durch sequenzielles Aufleuchten der RGB-LEDs gebildet werden, fällt auch das normalerweise bei DLP-Projektoren notwendige Farbrad weg.

Nachteile
- Wegen der festen Auflösung des LCDs im Gerät ist die beste Qualität nur bei einer bestimmten Auflösung des Eingangssignals gegeben. Ansonsten ist eine qualitätsmindernde Skalierung nötig.
- Die Lichtleistung von LEDs ist zum Teil erheblich geringer als bei herkömmlichen Projektorlampen. Vor allem günstige Geräte besitzen teilweise nur ein Hundertstel der Lichtleistung herkömmlicher Projektoren. Im Sommer 2011 gab es den ersten LED-Projektor mit 1000 ANSI-Lumen.
- Ein permanenter Lichtstromrückgang der LEDs lässt das Bild stetig dunkler werden, und ein einfacher Wechsel des LED-Leuchtmittels ist nicht immer möglich. Eine mitunter eingesetzte adaptive Erhöhung des LED-Stroms kann diesen Helligkeitsverlust wieder ausgleichen.
- Auch ohne Farbrad kommt es bei den DLP-basierten Modellen zum Regenbogeneffekt, da die Grundfarben nacheinander projiziert werden.

### LCoS-Projektor
Bei der LCoS-Technik (Liquid Crystal on Silicon), wobei ebenfalls Flüssigkristallanzeigen zum Einsatz kommen, werden die LCDs im reflexiven Modus verwendet. Anders als bei der DLP-Technik ist diese LCD-Technik bei den verschiedenen Herstellern durch abweichende Markennamen wie SXRD (Sony) oder D-ILA bzw. DLA (Sanyo) vertreten. Die Projektionsoptik gleicht derjenigen eines DLP-Projektors, weil die Flüssigkristallanzeigen auf einem Reflektor mit darunterliegender Ansteuerungselektronik angebracht sind.
Der Hauptvorteil der LCoS-Chips besteht darin, dass sich die Signalleitungen zum Ansteuern der einzelnen Bildpunkte hinter der Spiegelfläche verbergen, so dass die Abstände zwischen den Bildelementen gegenüber einem herkömmlichen LCDs geringer ausfallen, wodurch der bekannte „Fliegengittereffekt“ deutlich reduziert ist und höhere Kontrastwerte und insbesondere ein tieferes Schwarz zu erreichen sind.
Vorteile
- kompakte Bauweise
- scharfe Bilder
- geringer Helligkeitsverlust bei Einsatz hochauflösender LCDs
- Ähnliche Schwarzwerte wie Röhrenprojektoren

Nachteile
- Wegen fester Auflösung des LCDs im Gerät ist die beste Qualität nur bei einer bestimmten Auflösung des Eingangssignals gegeben. Ansonsten ist eine qualitätsmindernde Skalierung nötig.
- leichtes Nachziehen des Bildes
- LCD-Memory-Effekt
- nachlassende Bildqualität mit zunehmender Betriebsdauer (Verringerung von Farbsättigung, Kontrast und Homogenität)

### Laser-Projektor

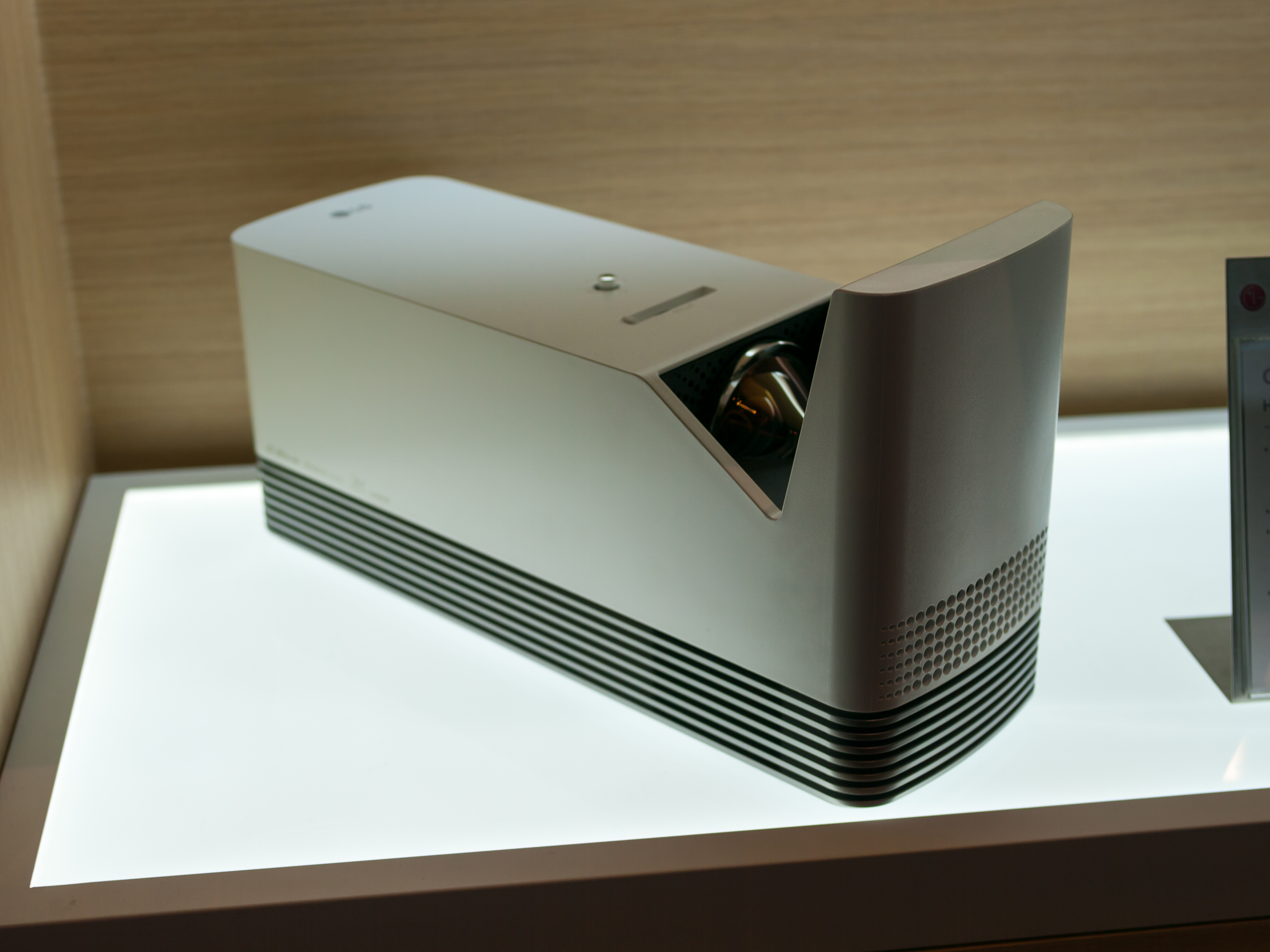
Heimkino-Laserprojektor

Als Leuchtmittel können auch ein oder drei Laser verwendet werden, um polychromatisches Licht zu erzeugen. 

#### Anregung eines Leuchtstoffes
Als Lichtquelle dient ein blauer oder violetter Laser, der einen Leuchtstoff anregt. Häufig ist dieser Leuchtstoff auf einer rotierenden Scheibe aufgetragen, um die Kühlung zu ermöglichen oder zu vereinfachen und somit die thermische Zerstörung des Leuchtstoffes zu verhindern. Die im Strahlengang ortsfeste, meist weiß leuchtende Stelle des Leuchtstoffes kann dann als nicht-thermische Lichtquelle im Beleuchtungsstrahlengang eines Projektors verwendet werden. Solche Geräte gibt es seit den 2010er Jahren auch für private Anwender, und diese zeichnen sich durch eine vergleichsweise lange Lebensdauer und geringen Wartungsbedarf aus.

#### Laser in drei Grundfarben
Geräte mit in der Helligkeit modulierten Lasern der Grundfarben Rot, Grün und Blau gibt es in verschiedenen Varianten:
- abgelenkte, modulierte Laserstrahlen
- die Beleuchtung eines LCD oder DLP mit modulierten Lasern.

Bei Letzterem wird das Farbrad eingespart und die Farben werden gesättigter dargestellt als bei weißen Lichtquellen. Streng genommen handelt es sich beim ersteren, nachfolgend beschriebenen Verfahren nicht um eine Projektion – Objektive dienen allein der Strahlaufweitung und Fokussierung, eine optische Abbildung eines Bildes findet nicht statt.

##### Abgelenkte Laserstrahlen
Zur Bildprojektion wird das Bild zeilenweise mit drei modulierten Lasern hoher Strahlqualität in den Grundfarben Rot, Grün und Blau simultan auf die Projektionsfläche (Leinwand) geschrieben. Die Ablenkung erfolgt durch einen Spiegelscanner mit einem Facettenspiegel (Zeilenaufbau) und einem Kippspiegel (Galvo, Zeilenvorschub). Die Laserstrahlen werden so moduliert, dass Helligkeit und Farbe jedes Bildpunktes definiert sind. Projektionssysteme dieser Art sind im Einsatz für Flugsimulatoren. Hier wird eine Halbkugel mit vier Projektoren ausgeleuchtet (360° horizontal × 90° vertikal).
Vorteile
- nahezu beliebig geformte Projektionsflächen
- keine Fokussierung nötig
- hoher Kontrast
- großer Gamut durch die Mischung reiner Grundfarben (RGB), also monochromatischen Lichts

Nachteile
- begrenzte Lichtstärke
- die Laserprojektoren sind klassifiziert als Laserklasse 3R (GLV) oder 4 (LDT), der Betrieb ist daher nur durch entsprechend ausgebildetes Personal erlaubt.
- tatsächliche Gefahr für die Augengesundheit bei Blick in den Strahlstrom bzw. durch direkt in das Auge gelenkte Strahlen

## Anwendungsgebiet
Je nach Einsatzzweck sind manche der oben genannten Projektionstechniken geeigneter als andere.
Für die Projektion von Filmen ist es sinnvoll, Projektoren mit Breitbildformat (bspw. 16:9, 16:10 oder 21:9) einzusetzen, da dabei schwarze Balken am oberen und unteren Bildrand reduziert werden können. Heimkino-Projektoren dieser Art gehen von einem gut abgedunkelten Vorführraum aus und sind nicht auf übermäßige Helligkeit ausgelegt, sondern eher auf natürliche Farbdarstellung. Häufig verfügen sie über große Lüfter, die für die gleiche Luftmassenbewegung langsamer drehen und dadurch weniger Lärm verursachen.
Aufgrund eines sehr guten Schwarzwertes haben viele DLP-Projektoren im Vergleich zu anderen Projektionstechnologien ein sehr großes Kontrastverhältnis von bis zu 4000:1. Für Heimkino optimierte LCD-Projektoren erreichen dynamische Spitzenkontrastwerte von 10000:1, vorwiegend durch Einsatz einer mechanischen Irisblende, die den Lichtstrom bei dunklen Bildern reduziert. Der Im-Bild-Kontrast von LCD-Projektoren liegt hinter dem von DLP-Projektoren, da die LCD-Technik auch bei schwarz gestellten Pixeln Restlicht durchlässt. Dies verschlechtert den Schwarzwert und reduziert den möglichen Kontrast.
Bei Präsentationen verwendet man häufig noch das 4:3-Format. Immer mehr setzt sich das 16:9- bzw. 16:10-Bildformat auch im Büroumfeld durch, weil sowohl Laptops als auch die Displays von Desktop-PCs dieses Format haben. Büro-Videoprojektoren mit diesem Seitenverhältnis nehmen daher zu.
Videoprojektoren für Tageslichteinsatz sind häufig auf große Projektionshelligkeit ausgelegt, um auch in nicht besonders abgedunkelten Büroräumen ein Bild erzeugen zu können. Es leidet häufig die Farbtreue (Genauigkeit der Farbdarstellung).

## Technische Aspekte

### Lichtstrom

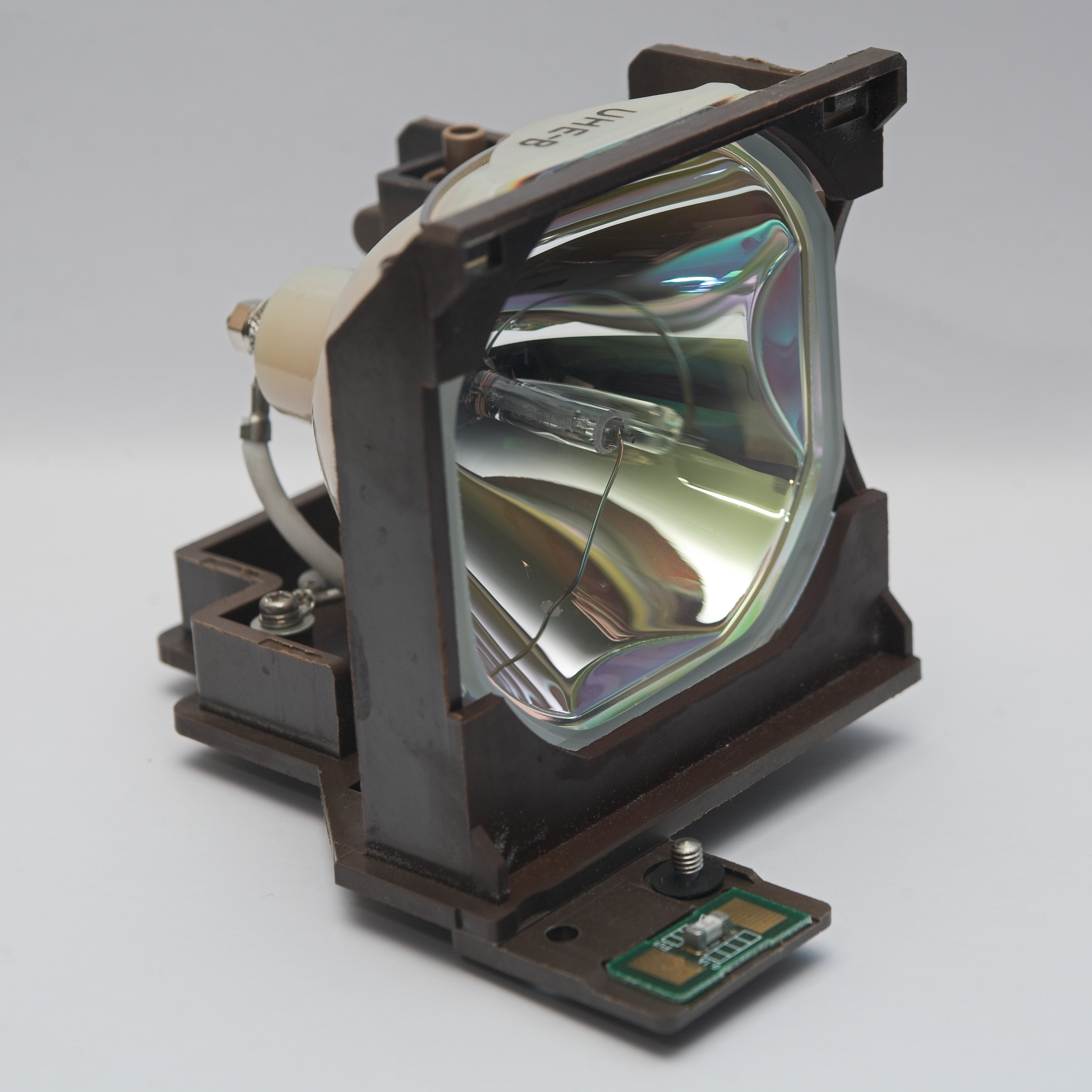
Gasentladungslampe eines Videoprojektors

Ein wesentliches Kriterium für die Nutzbarkeit von Videoprojektoren bei größerem Projektionsabstand oder großer Projektionsfläche ist der Lichtstrom.
Handelsübliche Videoprojektoren verfügen über Lichtströme zwischen 1000 und 4500 Lumen, große Modelle für Konferenzräume oder Lichtspieltheater auch bis 30.000 Lumen. Der tatsächlich nutzbare Lichtstrom hängt von den Einstellungen des Projektors in Hinsicht auf Kontrast- und Farbverlauf ab. Bei einer ausgewogenen, natürlichen Farbmischung liegt er gelegentlich deutlich unter den nominell angegebenen Werten. Die Helligkeitsangaben der Hersteller enthalten vergleichsweise große Toleranzen. Gewöhnlich liegt die Abweichung bei 10 bis 20 Prozent. Prinzipiell führt die Lampenalterung zu einem Helligkeitsverlust. Nach Erreichen ihrer vom Hersteller spezifizierten Lebensdauer soll die Helligkeit noch bei 50 Prozent liegen.
Da die verwendeten Leuchtmittel üblicherweise einen wesentlichen Teil der zugeführten elektrischen Energie in Wärme umwandeln, müssen sie gekühlt werden, üblicherweise durch Lüfter. Besonders kompakte und besonders leistungsstarke Videoprojektoren fallen daher akustisch auf.
Heimkinomodelle verfügen neben in der Regel größeren Lüftern zum Teil über einen Sparmodus (Eco-Modus), bei dem die Helligkeit und die Lüfterdrehzahl reduziert werden. Neben der Geräuschreduktion wird dadurch die Lebensdauer der Lampe verlängert und das Einbrennen von Flüssigkristallanzeigen reduziert.

### Projektionsverhältnis (auch Projektionsdistanz-Verhältnis)
Mit dem Projektionsverhältnis lässt sich zu einem gegebenen Projektionsabstand die mögliche Bildgröße (bzw. der Größenbereich) oder zu einer gewünschten Bildgröße der nötige Projektionsabstand berechnen.
Das Projektionsverhältnis {\displaystyle p} gibt das Verhältnis von Projektionsabstand {\displaystyle a} zur Bildbreite {\displaystyle b} an und ist vom eingesetzten Objektiv abhängig. Da die Geräte üblicherweise mit einem Zoomobjektiv ausgestattet sind, wird für das Projektionsverhältnis ein Bereich angegeben. Bei einem Projektionsabstand von 6 Metern führt also ein Zoomobjektiv mit den Projektionsverhältnissen 1,8:1 bis 2,3:1 zu einem Bild, das eine minimale Breite von 2,61 Metern und eine maximale Breite von 3,33 Metern hat. Je kleiner also das Verhältnis, desto größer die Bildbreite.
Die Bildbreite berechnet sich zu {\displaystyle b={\tfrac {a}{p}}}, die Bildhöhe {\displaystyle h} lässt sich aus dem Seitenverhältnis bestimmen, d. h. {\displaystyle h={\tfrac {3}{4}}b} bei Projektoren mit klassischem 4:3-Seitenverhältnis bzw. {\displaystyle h={\tfrac {9}{16}}b} bei Geräten mit 16:9-Breitbildformat.
Handelsübliche Modelle besitzen je nach Objektiv ein Projektionsverhältnis zwischen 0,6:1 und 3,0:1. Die meisten herkömmlichen Geräte besitzen mögliche Projektionsverhältnisse zwischen 1,5:1 und 2,2:1, wobei es bezüglich der Flexibilität des Zooms bzw. des Projektionsverhältnisses starke Unterschiede gibt. Viele günstige Videoprojektoren verfügen über keinen Zoom; ihnen steht zur Bildgrößenveränderung nur die Verschiebung des Projektors auf die Projektionsfläche zu oder von dieser weg zur Verfügung. Professionelle Videoprojektoren verfügen zum Teil über die Möglichkeit, das Objektiv zu wechseln.

### Schräge Projektion

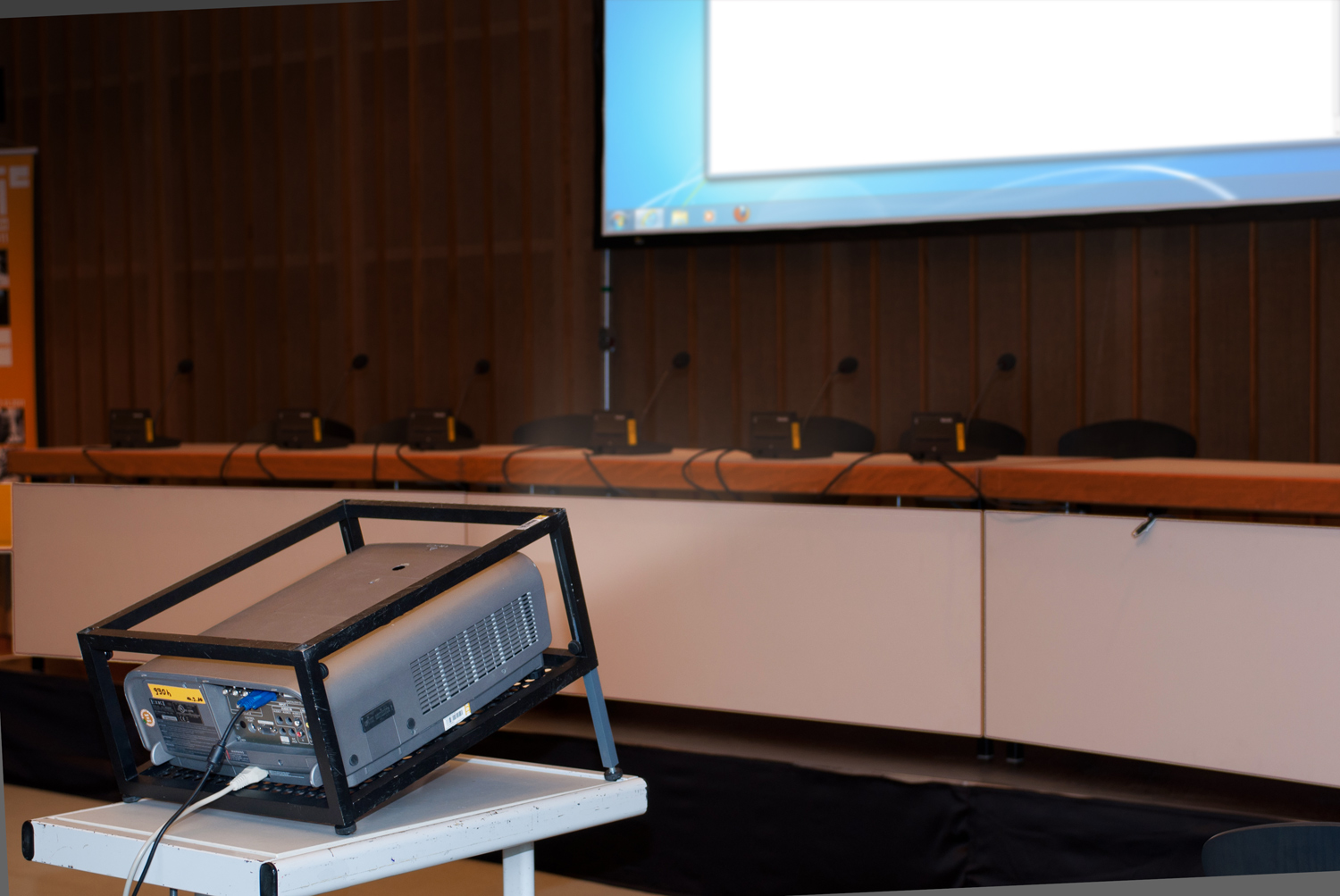
Schräg projizierender Videoprojektor im Einbaurahmen

Projiziert das Gerät mit seiner Projektionsachse nicht senkrecht zur Projektionsebene, so entsteht eine Trapezverzerrung des Bildes. Der weiter vom Projektor entfernte Bildrand vergrößert sich dadurch, während der dem Projektor am nächsten entstehende Bildrand verkleinert wird. Die Verzerrung kann per Objektivverschiebung (englisch lens shift) oder digital per Keystone-Korrektur kompensiert werden (der englische Begriff keystone steht für einen trapezförmigen Schlussstein in gemauerten Bögen).
Möglichkeiten zur Linsenverstellung senkrecht zur optischen Achse finden sich in der Regel erst bei höherwertigen Modellen für den professionellen Einsatz oder bei Heimkinomodellen. Die Verschiebung des Objektivs erfolgt mechanisch und lässt die Auflösung des Projektors unbeschadet. Geräte mit dieser Option werden nicht gekippt, um das Bild asymmetrisch zur Projektionsachse unverzerrt darzustellen.
Geräte ohne Verstellungsmöglichkeiten des Objektivs werden üblicherweise gekippt, wenn sie abseits der zentralen Bildnormalen aufgestellt werden, aber trotzdem auf den gleichen Projektionsbereich zielen. Viele Geräte sehen zur Korrektur der dabei auftretenden Trapezverzerrung die Keystone-Korrektur vor, die das Bild digital verzerrt, bevor es projiziert wird. Im Optimalfall kompensiert diese rechnerische Verzerrung die Verzerrung durch die schräge Projektion, sodass auf der Bildwand die erwarteten parallelen und senkrechten Bildkanten entstehen. Nachteilig an diesem Vorgehen sind die reduzierte Auflösung, durch die Interpolation verursachte Unschärfen und Treppenartefakte im Bild, die herabgesetzte effektive Lichtleistung und die bei gut abgedunkelten Räumen sichtbaren Schwarzbereiche außerhalb des eigentlichen Bildes. Der letzte Effekt tritt vor allem bei Projektoren mit Flüssigkristallbildschirmen auf.

### Kurzdistanzprojektion

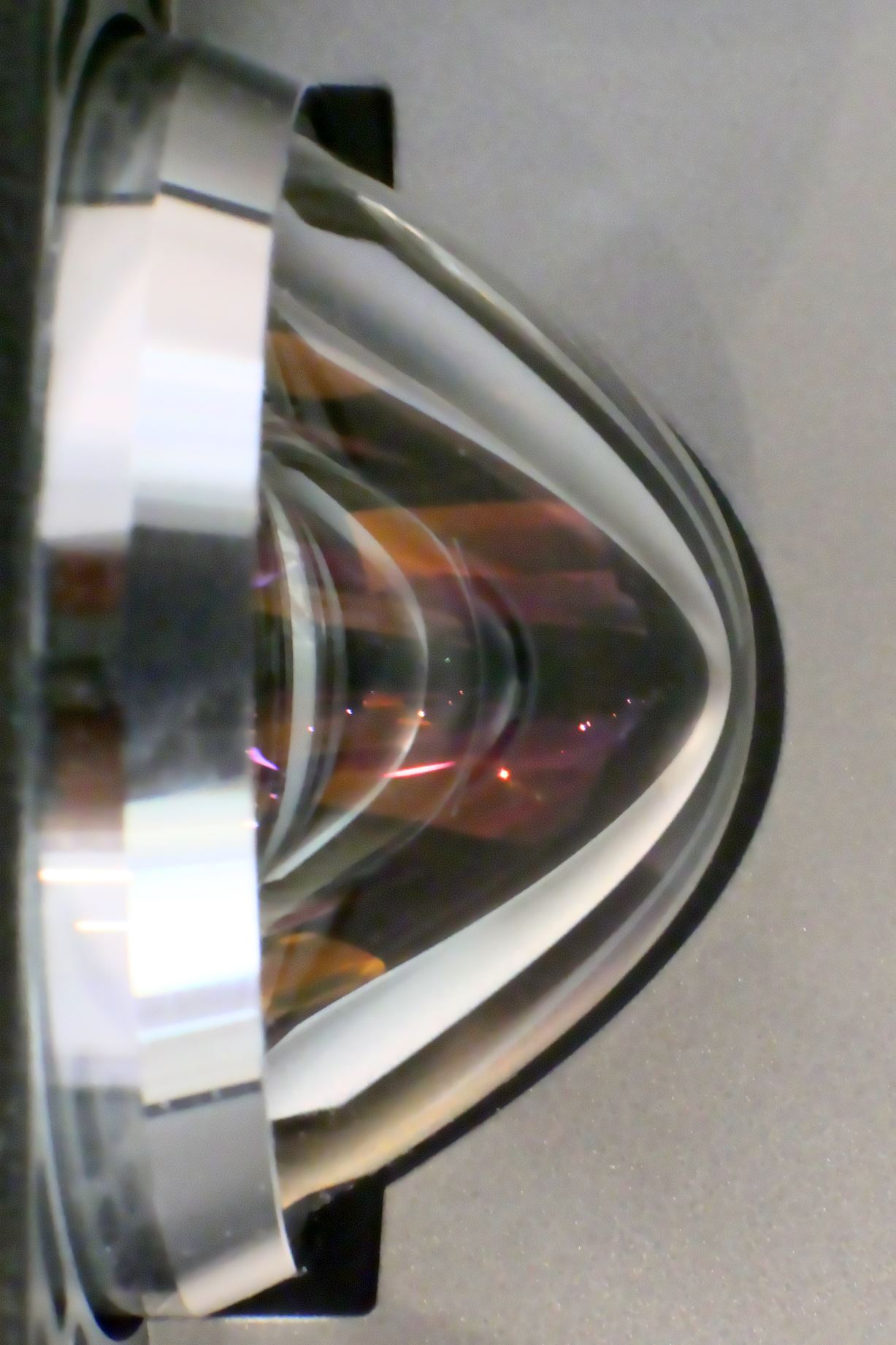
Asphärische Linse eines Projektors für Ultrakurzdistanzprojektion

Wenn es nicht möglich oder nicht gewünscht ist, einen Projektor in mehreren Metern Entfernung von der Projektionswand aufzustellen, können Kurzdistanz- oder sogar Ultrakurzdistanzprojektoren eingesetzt werden, bei denen der Abstand von Objektiv zur Projektionsebene nur einen (kleinen) Bruchteil der Bilddiagonale beträgt.
Die Projektoren verwenden spezielle Linsen- und Spiegelsysteme, um trotz der sehr kurzen Bildweiten unverzerrte und hochaufgelöste Bilder projizieren zu können. Die Justierung ist vergleichsweise aufwendig, und bei beweglichen oder unebenen Projektionswänden kommt es während der Wiedergabe zu Störungen in der Bildgeometrie.

### Lautstärke und Geräuschentwicklung
Das Leuchtmittel in einem Videoprojektor erzeugt Abwärme, die in der Regel durch einen oder mehrere Lüfter abtransportiert wird. Abhängig vom Einsatzort und -zweck, der daraus resultierenden Baugröße des Projektors und der lichterzeugenden Technologie kommen unterschiedlich große Lüfter mit von dieser Größe abhängigen Drehzahlen zum Einsatz. Lüfterbasierte Kühlkonzepte verursachen akustisches Rauschen. Um dieses zu mindern, bieten  Videoprojektoranbieter vor allem im Heimkinobereich einen so genannten Öko-Modus an, in dem die Leuchtdichte herabgesetzt wird. Dadurch ist es möglich, die Lüfterdrehzahl herabzusetzen.
Heimkinoprojektoren sind meist voluminöser gebaut, sodass große Lüfter verbaut werden können, die einen spezifizierten Luftmengendurchsatz mit geringerer Drehzahl als bei kleineren Lüftern realisieren. Dies ermöglicht einen geräuscharmen Betrieb in Sitzplatznähe.
Büroprojektoren sind auf Helligkeit ausgelegt, um auch bei Tageslicht ein gut ablesbares Bild projizieren zu können. Dies führt zu einer stärkeren Erhitzung des Leuchtmittels, was wiederum einen größeren Kühlungsbedarf bedingt. Folglich müssen die Lüfter groß und/oder schnell drehend sein. Die verglichen mit Heimkinoprojektoren größere Geräuschentwicklung wird aufgrund eines ohnehin lauteren Büroumfeldes toleriert.
Professionelle Projektoren wie im Bereich digitaler Kinoprojektion oder Konferenzprojektoren für große Säle sind durch die hohe Lautstärke des Lüfters zum Teil recht laut. Sie projizieren in der Regel aus größerer Entfernung zu den Zuschauern oder, in Kinos, aus abgetrennten Räumen.
Die Lautstärke kann in dB spezifiziert werden. Leise Videoprojektoren erzeugen weniger als 25 dB, laute mehr als 30 dB. Sehr leise Projektoren erzeugen Geräusche im Bereich von 19 Dezibel, sehr laute erreichen sogar knapp 50 Dezibel.

## Anschlussmöglichkeiten

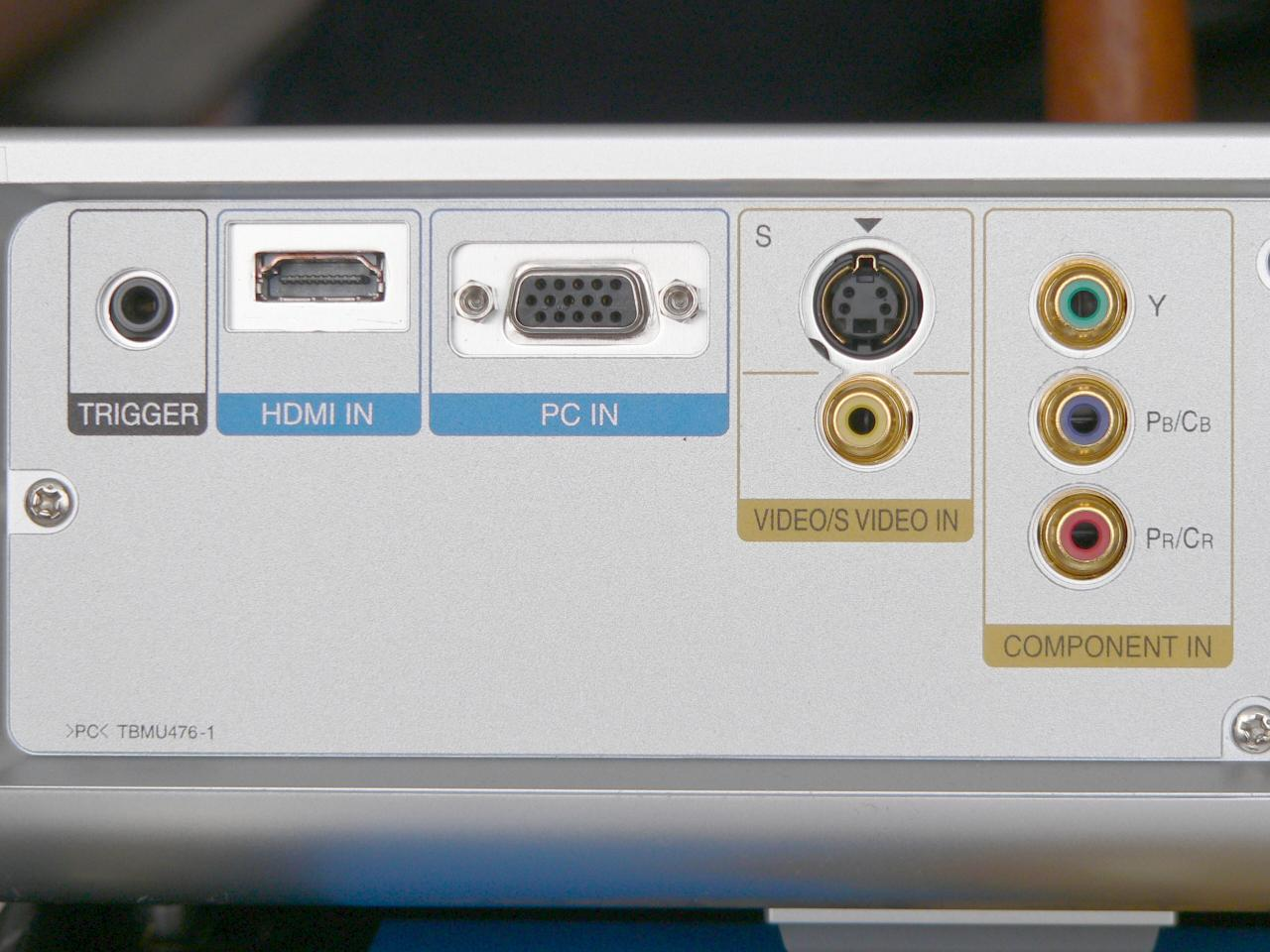
Triggerausgang, HDMI-, PC- (VGA-), S-Video-, Composite- und Komponenten-Eingang

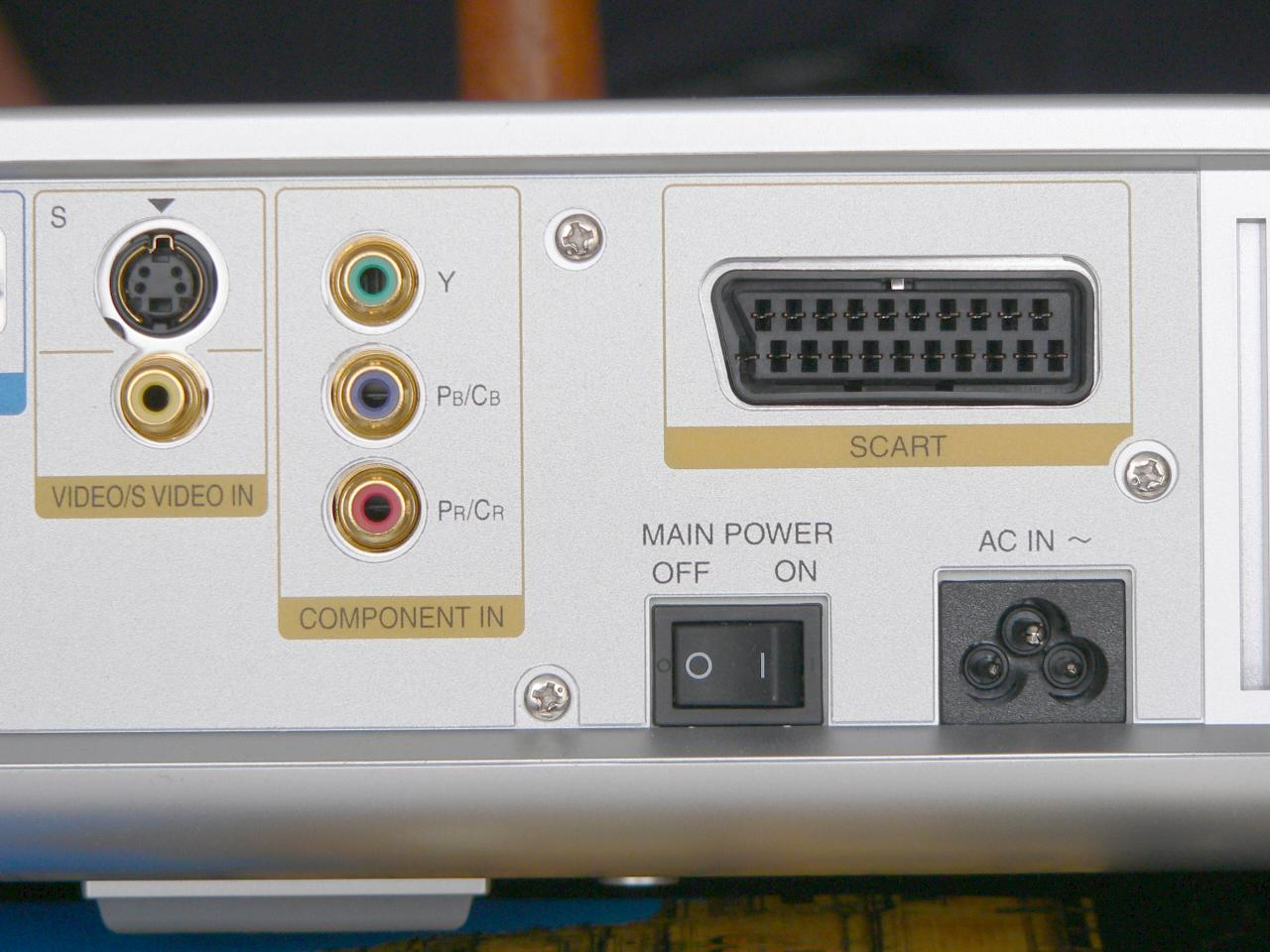
S-Video-, Composite-, Komponenten- und SCART-Eingang

Videoprojektoren können je nach Modell analoge und digitale Bildsignale verarbeiten, die von einem DVD-Player, PC, Videorekorder, DV-Camcorder, TV-Tuner oder einem anderen Gerät kommen können.
Man findet analoge Anschlüsse wie YPbPr-Komponenten-Video-Eingänge (drei Cinchstecker), SCART, S-Video, Composite Video, RGBHV oder VGA vor. Da die meisten aktuellen Videoprojektoren intern digital arbeiten (LCD, DLP usw.), werden analoge Eingangssignale zunächst digitalisiert, was zu Qualitätseinbußen führen kann. Während zu Anfangszeiten Beamer ausschließlich analoge Signale verarbeiten konnten, befinden sich per 2022 Beamer, die analoge Signale verarbeiten können, im Rückgang, am ehesten wird bei Business-Beamern noch VGA angeboten.
Digitale Eingänge (in der Regel HDMI, selten auch DVI) kamen um ca. 2005 auf, zuerst in hochpreisigen Geräten, ehe solche Anschlusse zum Standard wurden. Die meisten Projektoren sind in der Lage, verschlüsselte Signale zu verarbeiten (HDCP).
Im professionellen Bereich gibt es zudem auch das Serial Digital Interface (SDI) beziehungsweise HD-SDI mit hoher Bildauflösung.
Es existieren gelegentlich weitere Sonderanschlüsse. Bei Heimkino-Projektoren findet man beispielsweise sog. Trigger, die das Entrollen beziehungsweise Aufrollen einer motorisierten Bildwand auslösen können. Fest zu montierende Projektoren sind manchmal mit einer seriellen Schnittstelle ausgestattet, über die man das Menü fernsteuern kann. Weiterhin gibt es Geräte mit Buchsen für eine Kabelverbindung mit einer Fernbedienung.

## Zubehör
Die Handhabung und die Qualität der Videoprojektion werden neben den Leistungsmerkmalen der Beamer selbst auch durch wichtige Zubehörkomponenten beeinflusst: Beamerhalterungen und Leinwände. Für mobile oder temporäre Wiedergabe stehen beispielsweise Beamerstative oder Beamerwagen zur Verfügung, während Decken- oder Wandhalterungen für die Festinstallation bestimmt sind. Ähnliche Kriterien ergeben sich für die Projektionsflächen. Wo dauerhaft eine Projektionsfläche gewünscht wird, stellen  speziell beschichtete Flächen oder fixe Rahmenleinwände eine gute Wahl dar. Für die mobile Projektion sind Spannleinwände verfügbar. Wo zum Beispiel im Heimkino-Bereich aus Platzgründen keine fixe Projektionsfläche verfügbar ist, haben sich Rollleinwände mit oder ohne Motorantrieb bewährt.

## Selbstbauprojekte
2004 erlangte die Veröffentlichung der Computerhardware-Internetseite Tom’s Hardware Guide größere Bekanntheit, in der eine Bauanleitung gegeben wurde, wie man aus einem (gebrauchten) Flachbildschirm und einem Tageslichtprojektor einen XGA-Beamer im Eigenbau erstellt. Die Anleitung ging davon aus, dass die notwendige Hardware bei eBay erstanden wird, was zu benannten Materialkosten von 250 Euro führte.
Bedarf an Alternativen zu üblichen Videoprojektoren bestand zum Teil aufgrund der damaligen hohen Neupreise für Videoprojektoren mit Auflösungen über 800 × 600 Bildpunkten und der teuren, kurzlebigen Leuchtmittel – Tageslichtprojektoren werden hingegen zum Teil mit handelsüblichen Glühlampen betrieben, welche billiger sind.
Die Qualität üblicher Videoprojektoren konnte jedoch nicht erreicht werden: Die Ausleuchtungseinstellmöglichkeiten eines Tageslichtprojektors sind minimal. Das Flachbildschirmpanel ist nicht auf die Leuchtdichte und Ausleuchtung eines Projektors ausgelegt, weshalb die Bildqualität leidet. Farbverzerrungen sind ein typisches Merkmal. Weiterhin verbrauchen Tageslichtprojektoren mit Glühlampen verhältnismäßig viel Energie.
Auch mit einem Smartphone kann man eine Videoprojektion erzielen: im abgedunkelten Raum wird der Handybildschirm z. B. durch eine Lupe an die Wand projiziert. Die Lichtstärke eines solchen Projektors ist gering. Die Auflösung eines professionellen Geräts kann nicht erreicht werden.

## Bezeichnung Beamer
Die im Deutschen und Niederländischen übliche Bezeichnung Beamer ist eine Verselbstständigung des Markennamens eines Röhrenprojektors, des Advent VideoBeam 1000 (beam = Strahl / to beam = strahlen), zum Gattungsbegriff.
Im Englischen bezeichnet Beamer etwas anderes: Es kann eine umgangssprachliche Bezeichnung für ein Fahrzeug der Marke BMW sein, oder ein Begriff in der Sportart Cricket (ein regelwidriger schneller Wurf, der den Schlagmann zu hoch erreicht).